# Liste der portugiesischen Botschafter in Myanmar
Die Liste der portugiesischen Botschafter in Myanmar listet die Botschafter der Republik Portugal in Myanmar auf. Die Länder unterhalten seit 1981 direkte diplomatische Beziehungen, die auf die erste Ankunft Portugiesischer Entdeckungsreisender im heutigen Myanmar im 16. Jahrhundert zurückgehen.
Erstmals akkreditierte sich ein portugiesischer Botschafter 1983 persönlich in Myanmar. Eine eigene Botschaft eröffnete Portugal dort nicht, der Portugiesische Vertreter in Thailand ist weiterhin auch für Myanmar zuständig und zweitakkreditiert sich dazu in der myanmarischen Hauptstadt Naypyidaw, bis 2005 Rangun (Stand 2019).

## Missionschefs
| Name                                        | Bild    | Amtszeit  | Anmerkungen                                                                 |
| Myanmar                                     | Myanmar | Myanmar   | Myanmar                                                                     |
| ------------------------------------------- | ------- | --------- | --------------------------------------------------------------------------- |
| José Eduardo de Mello Gouveia               |         | ab 1983   | Botschafter mit Amtssitz Bangkok, am 16. März 1983 in Rangun akkreditiert   |
| Gabriel Maria da Costa Mesquita de Brito    |         | ab 1996   | Botschafter mit Amtssitz Bangkok, am 8. Mai 1996 in Rangun akkreditiert     |
| José Tadeu da Costa Sousa Soares            |         | ab 2000   | Botschafter mit Amtssitz Bangkok, am 18. August 2000 in Rangun akkreditiert |
| João António da Silveira de Lima Pimentel   |         | ab 2002   | Botschafter mit Amtssitz Bangkok                                            |
| António Félix Machado de Faria e Maya       |         | ab 2006   | Botschafter mit Amtssitz Bangkok                                            |
| Jorge Ryder Torres Pereira                  |         | ab 2010   | Botschafter mit Amtssitz Bangkok                                            |
| Luís Manuel Barreira de Sousa               |         | ab 2013   | Botschafter mit Amtssitz Bangkok                                            |
| Francisco de Assis Morais e Cunha Vaz Patto |         | seit 2015 | Botschafter mit Amtssitz Bangkok                                            |